# Dombóvár (stacja kolejowa)
Dombóvár (węg. Dombóvár vasútállomás) – stacja kolejowa w Dombóvár, w komitacie Tolna, na Węgrzech. Jest ważnym węzłem kolejowym, obsługiwanym przez Magyar Államvasutak.

## Linie kolejowe
- 40 Budapest – Dombóvár – Pécs
- 41 Dombóvár – Gyékényes
- 49 Dombóvár – Lepsény - wyłączona z ruchu
- 50 Dombóvár – Bátaszék